# Dingo
Dingo (Canis dingo, syn. Canis lupus dingo, syn. Canis familiaris dingo, syn. Canis familiaris), také pes dingo, je psovitá šelma obývající Austrálii a některé oblasti jihovýchodní Asie. Taxonomie druhu je sporná, zvažuje se zařazení druhu pod samostatnou hlavičkou, jako poddruh vlka obecného či jako zdivočelou formu psa domácího. Přestože dingové jsou divoce žijící zvířata, v Austrálii je možné najít i domestikované jedince nebo jejich křížence s domácími psy.
Pes dingo byl poprvé popsán německým zoologem Friedrichem Meyerem v roce 1793 jako Canis antarcticus. Od roku 1793 se binomické jméno několikrát měnilo, ve 20. století byl například používán název Canis familiaris dingo, tudíž dingové byli bráni jako poddruh psa domácího.
Dingo pochází z jihovýchodní Asie, do Austrálie se dostal asi před 5000 lety. Zde žil v izolaci, kterou narušil až příchod Evropanů. Mimo Austrálii, kde je dingo největší a jedinou nezavlečenou suchozemskou šelmou, byl prokázán výskyt dingů v Thajsku a na Sulawesi. Jako místa výskytu bývají uváděny i Kambodža, Čína, Indie, Indonésie mimo Sulawesi, Laos, Malajsie, Barma, Papua Nová Guinea, Filipíny a Vietnam, existence populací v těchto oblastech je však nejistá. Dingo obývá veškeré biotopy včetně pouští a polopouští s přístupem k vodě. Žije v opuštěných a rozšířených králičích norách nebo podobných podzemních prostorách v blízkosti zdrojů vody.
Váží mezi 11 a 22 kg (výjimečně i více). V kohoutku měří mezi 47 až 67 cm. Délka těla dosahuje 70 až 111 cm. Nejběžnější viděnou barvou je žlutá až oranžová. Samci se od samic liší vzrůstem: jsou vyšší, mohutnější i těžší. Jedinci z Austrálie jsou větší než jedinci z Asie.
Dingo je převážně noční zvíře. Jedinci mezi sebou komunikují, podobně jako jiné psovité šelmy, mimikou obličeje i těla. Součástí stravy je přes 170 různých druhů zvířat, od hmyzu až po buvoly domácí. Častou kořistí bývají některé druhy klokanů, vombati nebo australské druhy krys. Dingové tvoří několikačlenné smečky, které si zaberou vlastní teritorium. Celou smečku vede alfa pár – samec a samice. Pokud se v teritoriu smečky objeví mladší samec a alfa samce porazí, přebírá jeho místo ve smečce a starý vůdce teritorium opustí. Dingové se v zajetí dožívají až 24 let, avšak ve volné přírodě je to méně.
Dle IUCN má pes dingo status zranitelný (VU). Za snižování jejich populace mohou i lidé, například jen v roce 1985 bylo v Thajsku týdně zabito přes 200 dingů na maso. Farmáři většinou vybíjí dingy v blízkém okolí farmy, aby nepřicházeli o dobytek a ovce. Jsou známy i případy, kdy farmáři zabili přes dvacet dingů během několika dní. Dalším vážným ohrožením je neustále rostoucí počet kříženců. Podle odhadů bylo v roce 1980 pouze 17 % populace australských dingů čistokrevných.
Dingo hraje významnou roli v kultuře domorodých Australanů (Austrálců). Vystupuje například jako aktér v řadě příběhů. Jeho vyobrazení najdeme na skalních rytinách i jeskynních malbách. Pravděpodobně stojí za vyhynutím vakovlků tasmánských (Thylacinus cynocephalus) na australské pevnině před 2000 lety, ačkoli studie z roku 2008 tento názor zpochybňuje.

## Nomenklatura

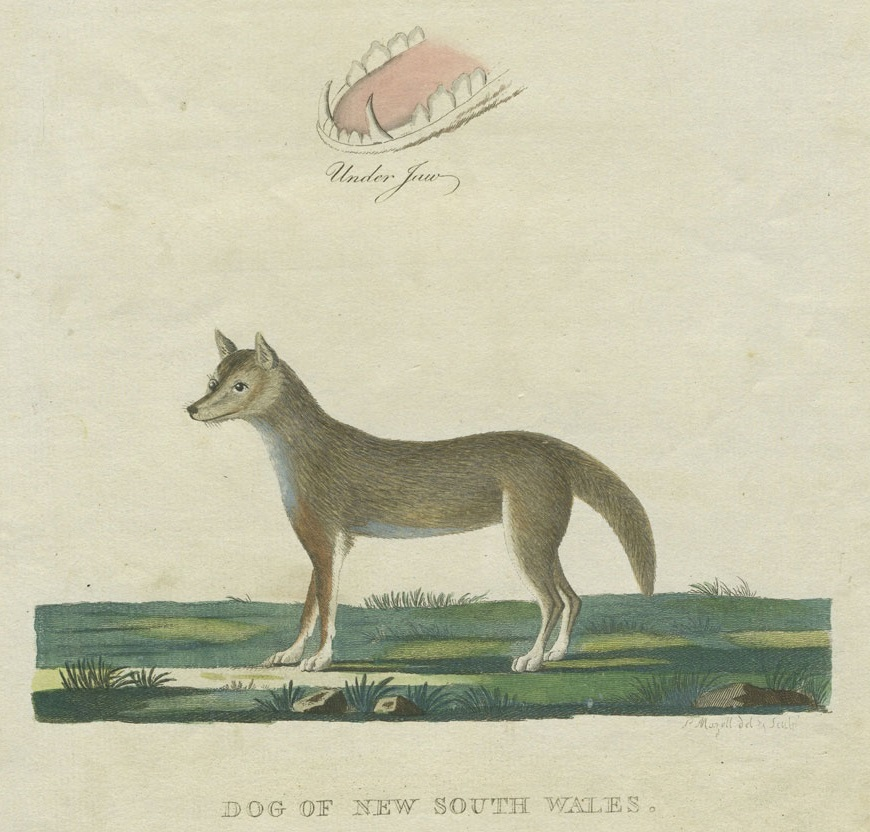
Jedna z prvních kreseb dinga; byla vytvořena v roce 1789

### Etymologie
Pro dinga jsou používána různá označení, jak v odborné literatuře, tak v beletrii. V Austrálii je široce používán i termín „wild dog“ (divoký pes), ten však označuje jak divoké dingy, tak i jejich křížence. Samotný název „dingo“ má pravděpodobně původ v období rané kolonizace Nového Jižního Walesu, kdy slovo „tingo“ označovalo táborové psy.
Domorodí Australané, Aboridžinci, tyto divoké psy nazývají různými jmény, v závislosti na určitém jazyce, například joogong, mirigung, noggum, boolomo, papa-inura, wantibirri, maliki, kal, dwer-da, kurpany, aringka, palangamwari, repeti nebo warrigal. Některé kmeny též rozlišují dingy na dva typy: ti, co s nimi žijí, walaku, a divocí ngurakin.

### Taxonomie
Od prvního popisu a zoologické klasifikace Friedrichem Albrechtem Antonem Meyerem v roce 1793, kdy byl dingo popsán jako Canis dingo, byl vědecký název několikrát změněn. Ale již rok před Meyerem popsal psa dinga Kerr jako Canis antarticus, nicméně, tento odborný název se shodoval se jménem psa bojovného a na základě toho vydalo ICZN výnos, ve které upřednostňuje Meyerův popis. Samotný popis byl založen na nekvalitní kresbě a stručném popisu z časopisu australského prvního koloniálního guvernéra Arthura Phillipa. Neexistuje tedy z té doby žádný vzorek, který by bylo možné porovnat se současnými dingy. Taxonomie, která se používala po většinu 20. století, popisovala dinga jako Canis familiaris dingo. Ta tedy předpokládala, že pes domácí je samostatný živočišný druh odlišný od vlka obecného a naopak dingo je poddruh psa domácího.
Taxonomie počátku 21. století označovala dinga latinským názvem Canis lupus dingo, tedy jako poddruh vlka obecného, paralelně vedle domestikovaného psa (Canis lupus familiaris). Studie z roku 2014 pak zvažuje dinga jako samostatný druh. Vychází z popisů typových exemplářů z 19. století a starších a prokázala, že ovlivnění křížením je nepravděpodobné. Ke křížení mezi dingy a psy domácími sice docházelo a stále dochází často, avšak čistokrevní dingové se od psů liší například ve větší šířce patra nebo kratší lebce. Ani klasifikace dinga pod hlavičkou samostatného poddruhu ale není jistá, například mammalog W. Christopher Wozencraft své studii z roku 2005 založené na mitochondriální DNA uvádí dinga jako poddruh vlka obecného. Jeho práce je mezi ostatními mammalogy široce diskutovaná. Genetický, morfologický a ekologický výzkum publikovaný v roce 2017 doporučuje dinga (a taktéž dinga pralesního) uvádět jako zdivočelou formu psa domácího, tedy jen jako Canis familiaris.
Blízkým příbuzným dinga je i dingo pralesní, též zvaný novoguinejský zpívající pes. Ten obývá Novou Guineu a jeho taxonomické zařazení je sporné. Výzkum ukázal, že lebky dingů pralesních se shodují s lebkami kříženců dingů. Též studie mitochondriální DNA prokázaly podobnost s dingy, ale odlišnost od vlků.

## Fylogeneze
Na základě fosilních a antropologických nálezů lze určit, že v minulosti zahrnoval areál výskytů dingů ještě větší plochu, než je tomu v současné době. Díky testům mitochondriální DNA bylo zjištěno, že tyto psovité šelmy pocházejí z jižní Asie, kde se vyvinuli z místních domestikovaných psů, kteří žili ve společnosti kočovných lovců a sběračů. Švédský vědec Peter Savolainen, který stál za zrodem tohoto výzkumu, využil velké množství genetického materiálu; 211 dingů z Austrálie, 676 psů ze všech kontinentů, 38 vlků eurasijských a 19 fosílií psů z Polynésie.
Před přibližně 5000 lety se dingové dostali do Austrálie a na některé ostrovy Asie a Tichomoří. V Austrálii žili v izolaci od ostatních psovitých, než začala kolonizace Austrálie Evropany, kteří s sebou přivezli psy domácí. Na základě nalezených fosílií se předpokládá, že se dingové v Austrálii vyskytují pouze 3000 až 5000 let.

## Popis

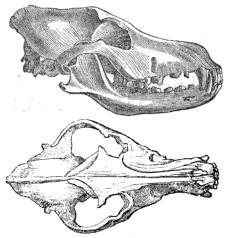
Lebka dinga

Domestikovaní psi z jihu Asie sdílí mnoho fyzických vlastností s australskými dingy. Samotní dingové jsou také podobní některým plemenům asijských špiců.
Dingové mají poměrně širokou hlavu, špičatý a krátký čenich a vztyčené ušní boltce. Barva očí se pohybuje od žluté přes oranžovou až po hnědou. Špičáky jsou dlouhé a ostré. Ocas je dlouhý, hustě osrstěný. Čistokrevní jedinci mají na tlapách a ocase bílé chlupy. Právě ocas při dorozumívání s jinými zvířaty, nejčastěji jinými dingy nebo psy, hraje důležitou roli. V porovnání se stejně velkými domestikovanými psy mají dingové delší čenichy, větší špičáky a plošší lebky s výraznější šíjovou linkou.

### Velikost

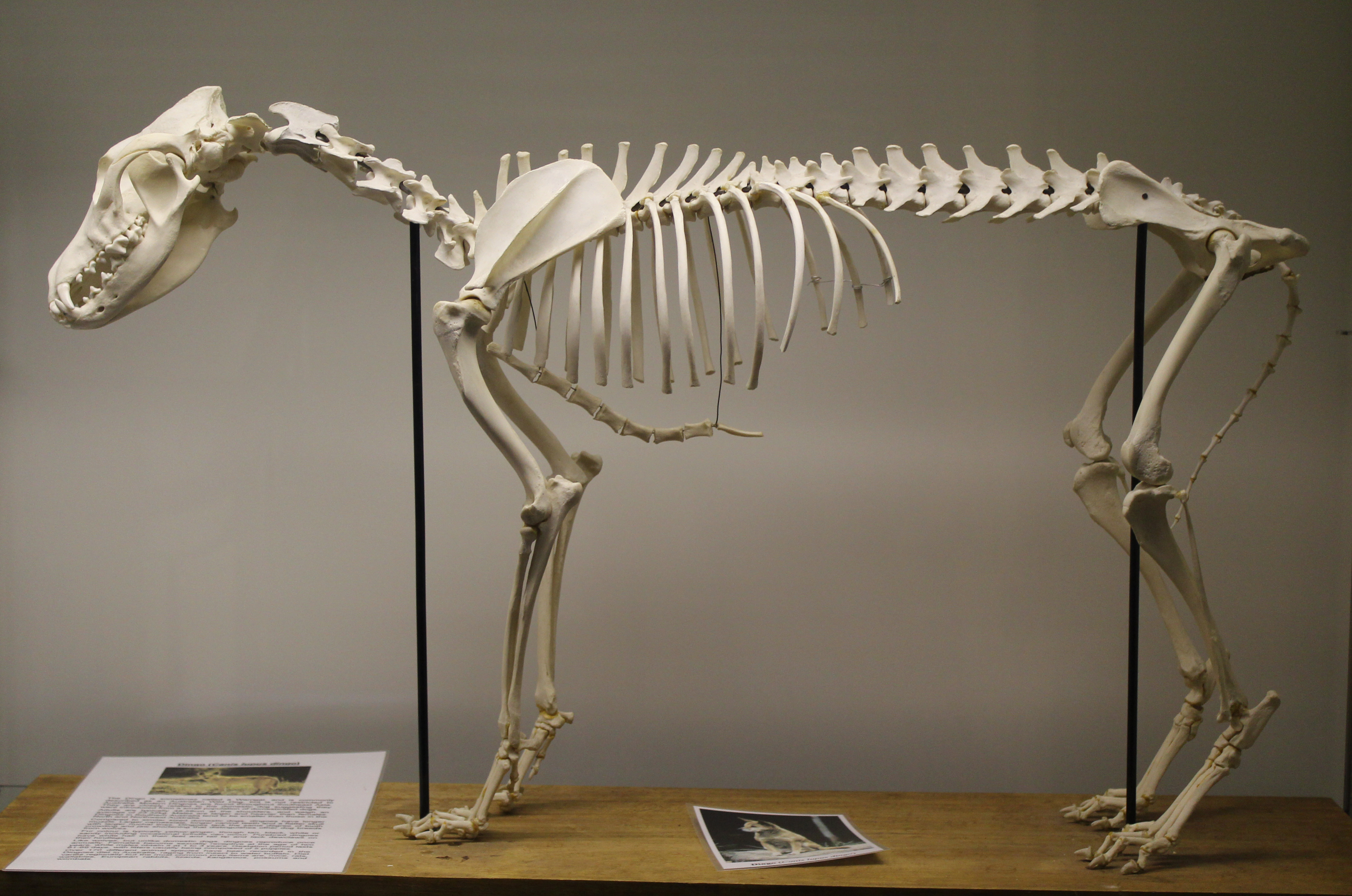
Kostra dinga

Psi (samci) jsou obvykle větší a těžší než feny stejného věku: průměrná délka těla australských dingů je 914 mm (rozptyl 835–1110 mm při vzorku 51 kusů) a hmotnost se pohybuje mezi 12 až 22 kg. Feny váží 11 až 17 kg a průměrná délka jejich těla je 883 mm (813–1010 mm při vzorku 38 kusů). Thajští dingové jsou poněkud menší: hmotnost samců kolísá mezi 7 až 17 kg při délce 750 až 917 mm (21 kusů ve vzorku) a samic mezi 8 až 14 kg při délce 703 až 810 mm (16 kusů ve vzorku). Kohoutková výška dingů se pohybuje mezi 47 až 67 cm. Ocas měří 20 až 37 cm. Existují i záznamy o jedincích, kteří vážili až 27 kg. Dingové ze severní a severozápadní Austrálie jsou obvykle větší než ti z jihu. Jedinci z Austrálie bývají téměř vždy větší než dingové v Asii. Dingové mají dlouhé, dobře osvalené končetiny zakončené kulatými a mohutnými tlapkami s černými, nezatažitelnými drápy. Na zadních nohách chybí paspárky. Dingové mívají ocas šavlovitého tvaru, který v klidu nosí pod hřbetní linií, pokud ale zbystří, vztyčí se vysoko nad ni.

### Srst
Dospělí jedinci mají srst krátkou a měkkou, hustou na ocase. V závislosti na klimatu může být hustší nebo mírně delší. Barva srsti je většinou písečná až červenavě hnědá, avšak existují i výjimky, například černá nebo čistě bílá. Jednolitě černí dingové a dingové se zbarvením černá s pálením (black and tan) bývali v Austrálii poměrně běžní, v současné době jsou však vzácní, běžněji je lze potkat v Asii. Existují i bíle zbarvení dingové (nikoliv albíni). Na hrudi, tlamě, nohách a tlapkách mohou být malé bílé znaky.

## Výskyt

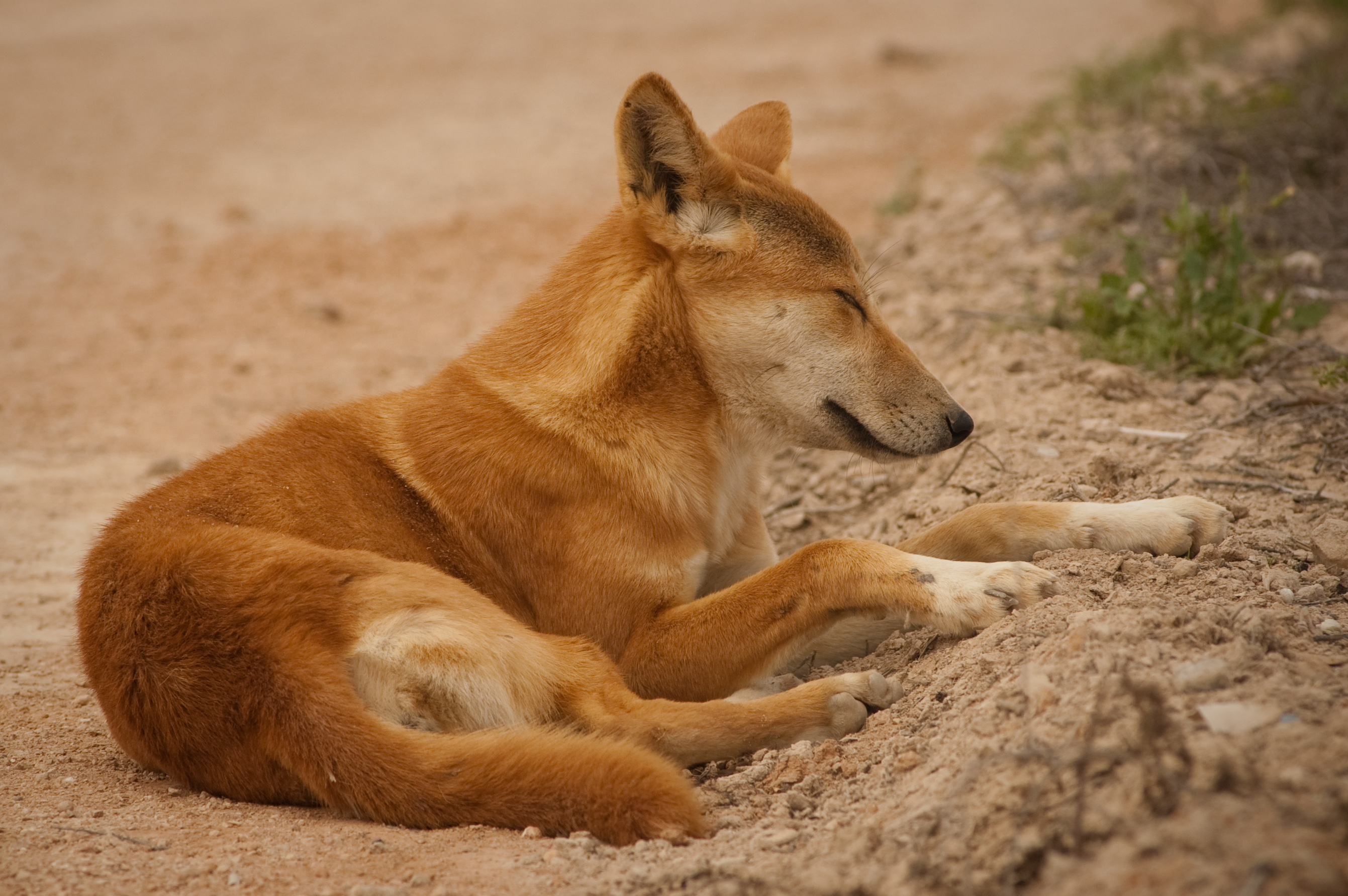
Dingo s typickým zbarvením

Prokazatelně dingové obývají pouze Austrálii, Thajsko a Sulawesi. Běžně bývá uváděna i Kambodža, Čína, Indie, Indonésie (mimo Sulawesi), Laos, Malajsie, Barma, Papua Nová Guinea, Filipíny nebo Vietnam, avšak existence populací v těchto oblastech je sporná. Na Nové Guineji a Filipínách již pravděpodobně dingové vyhynuli, naopak populace v Indii zůstává otázkou. Dingové se nikdy nevyskytovali v Tasmánii.
Australští dingové obývají především severní, centrální a severozápadní část kontinentu, dle IUCN jsou zdejší populace oproti zbytku Austrálie hojné. V jižní a severovýchodní Austrálii jsou vzácní. Na jihovýchodě kontinentu (v oblasti oddělené od zbytku kontinentu plotem Dingo Fence) již pravděpodobně vyhynuli. Existují sice zprávy o výskytu dingů v Novém Jižním Walesu nebo dokonce Victorii, avšak není jasné, zda se jedná o skutečné dingy nebo zdivočelé psy.
Jediný ostrov Indonésie, na kterém se dingové prokazatelně vyskytují, je Sulawesi, situace ve zbytku Indonésie je neznámá. V Koreji a Japonsku již dingové vyhynuli nebo zde žijí pouze kříženci s převahou psích genů.
Existence čistokrevných dingů v Thajsku byla prokázána díky porovnání lebek místních psů s australskými dingy. Právě v Thajsku je zvýšená koncentrace skutečně čistokrevných dingů. Dingové obývají severní a centrální část Thajska, jen výjimečně je možné vidět je na jihu.
Dingové využívají všechny typy vegetace, které lze v Austrálii nalézt. Primárně vyhledávají sušší nezalesněné oblasti v blízkosti zdrojů vody, například okraje lesů nebo pláně. Mimo jiné ale mohou žít i v tropických alpinských vřesovištích. Dokáží žít i v pouštích centrální Austrálie.

## Chování
Dingové jsou převážně noční zvířata, chování se však může lišit i dle klimatu, například jedinci z Indie mohou být více aktivní ve dne než v noci. Přesto je jejich hlavním obdobím činnosti soumrak a svítání. Období aktivity jsou krátká (často méně než jedna hodina) s krátkými dobami odpočinku. Obecně se uvádí, že mají dva typy pohybu: pohyb vyhledávací (zřejmě spojený s lovem) a pohyb průzkumný (pravděpodobně pro kontakt a komunikaci s ostatními psy). Psovité šelmy, tedy i dingové, mezi sebou komunikují mimikou obličeje a pohyby těla a jednotlivé postoje jsou stejné jako například u psa domácího; pokud je dingo napnutý, má ocas nad hřbetní linií a uši natočené dopředu, většinou to značí nepřátelství. Dingové štěkají, avšak ne tak, jako psi domácí a častěji se vyjadřují vytím. Dokáže ale vydávat až 19 různých zvuků.
Dingové jsou většinou vůči lidem plaší, nicméně existují zprávy o jedincích, kteří byli nalezeni v okolí táborů, na předměstích nebo sídlištích. Podle studií z Queenslandu se divocí kříženci dingů volně pohybují v noci přes městské oblasti.

### Stravovací návyky

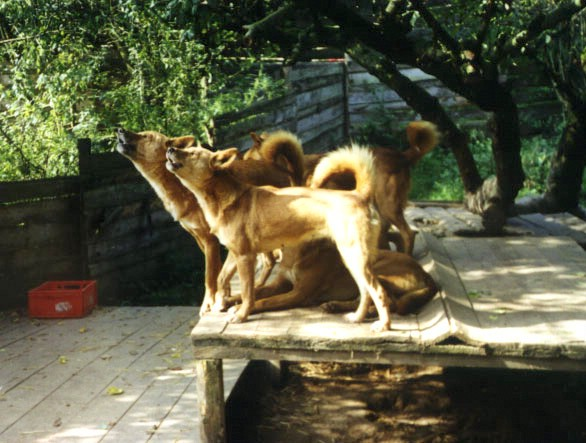
Vyjící dingové žijící v zajetí

Jako součást stravy dingů bylo identifikováno přes 170 druhů zvířat, od hmyzu až po buvoly domácí. Obecně platí, že hospodářská zvířata tvoří jen malou součást jejich potravy. Většina studií na téma strava dingů se týká pouze Austrálie, o potravě dingů v Thajsku nebo jinde máme jen málo informací. Obecně se tvrdí, že asijští dingové se živí více komenzálně, jejich strava se tedy skládá především z potravin a jídel běžně konzumovanými lidmi. Mimo to se živí i hmyzem a ještěrkami. Při výzkumu australských dingů vyšlo najevo, že 80 % stravy divokých psů tvořilo těchto 10 živočišných druhů: klokan rudý (Macropus rufus), klokan bažinný (Wallabia bicolor), tur domácí (Bos primigenius f. taurus), krysa Rattus colletti, husovec strakatý (Anseranas semipalmata), kusu liščí (Trichosurus vulpecula), krysa Rattus villosissimus, klokan hbitý (Macropus agilis), králík divoký (Oryctolagus cuniculus) a vombat obecný (Vombatus ursinus). Zřídka dingové loví i velké ještěry. V žaludcích některých zabitých dingů bylo nalezeno i maso lišek nebo psů domácích a fotopast v centrální Austrálii v roce 2009 zachytila skupinku dingů požírat dva mrtvé dingy.

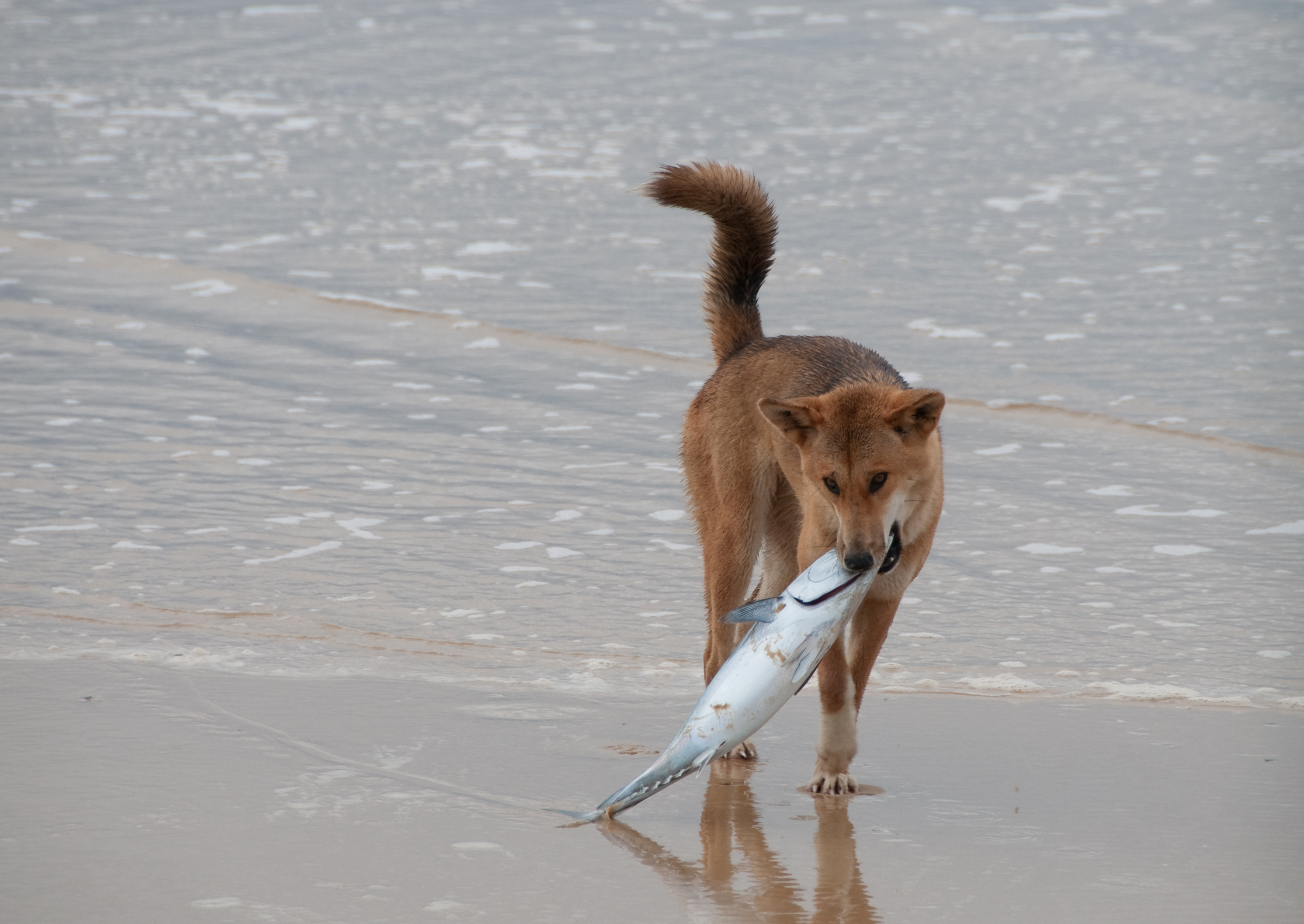
Dingo s nalezenou mrtvou rybou na ostrově Fraser – na tomto ostrově se nachází jedna z posledních čistokrevných populací dinga na světě, čítající 180 až 220 jedinců. Vstup psů domácích na ostrov je proto zakázán

Složení jídelníčku záleží na klimatu; v oblasti Carpentarského zálivu a Queenslandu se dingové specializují na divoká prasata a klokany hbité, v deštných pralesích na severu kontinentu jsou nejčastější kořistí husovci strakatí, hlodavci a klokani hbití. V jižních oblastech Severního teritoria tvoří jídelníček divocí králíci, hlodavci, ještěrky a klokani rudí, to se týká především pouště Tanami. V centrální Austrálii se živí především hlodavci, ještěrkami, klokany rudými a dobytkem. Na jídelníčku dingů ze západu se objevují především vombati. Na některých místech či ostrovech často loví i ryby. Je jim přičítáno snížení populace divokých prasat i králíků, což je pro místní farmáře přínosem.
Dingové většinou vypijí jeden litr vody za den v létě a asi půl litru v zimě. I v době sucha se stává jen málokdy, aby kojící fena neměla dostatek živin. Dingové dokáží zužitkovat tekutiny i z kořisti, především krev, kojící fena navíc konzumuje i moč a výkaly svých štěňat, takže udržuje doupě v čistotě a navíc si doplňuje tekutiny, aniž by musela štěňata opouštět. Existují záznamy o několika dinzích, kteří v zimě přežili 22 dní bez vody.

### Strategie lovu

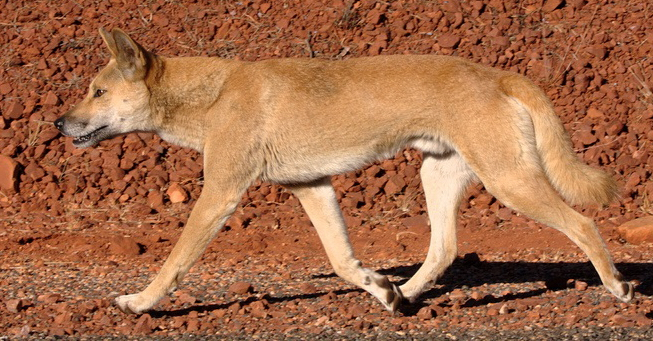
Pes (samec) dinga

Strategie lovu dingů většinou závisí na dobrém načasování a rychlosti, málokdy zde hraje roli úkryt. Své lovecké strategie přizpůsobují tak, aby vyhovovaly okolnostem. Pro větší a potenciálně nebezpečnou kořist jsou zapotřebí dva nebo více jedinců, při lovu králíků a hlodavců loví sami. Téměř všechny jejich útoky, ať už se jedná o útoky na buvoly, nebo klokany, se soustřeďují na mláďata a staré jedince, kteří nejsou dostatečně rychlí a vytrvalí. Při lovu buvola spíše než taktiku uhnání zvířete využívají svých zubů a hbitosti. Skupinka psů běží společně s buvolem a střídavě jej kousají do nohou, dokud není buvol úplně vysílený nebo neschopen běhu. Tato taktika je ale pro lovce nebezpečná v tom, že buvol může kdykoliv vykopnout. Dingové svoji kořist zabijí protržením krční tepny, podobně jako například vlci. Ptáky loví dingové pouze výjimečně.

### Sociální chování
Společenské chování dingů je nápadně podobné chování vlků nebo divokých psů. Zatímco mladí samci častěji cestují z místa na místo, dospělí samci se usadí v jednom rozsáhlém teritoriu s několika fenami. Velikost takové smečky většinou odpovídá velikosti a nebezpečnosti kořisti, kterou loví, běžně čítá jedna smečka tři až dvanáct jedinců. Nicméně, smečka není tak stmelená jako je tomu u vlků. Je běžné, že ji jedinec na několik dní opustí a později se znovu přidá. Ve smečce funguje hierarchická pyramida. Na vrchu je alfa pár, samec a samice, přičemž samec bývá obvykle dominantnější. Součástí smečky jsou i nová štěňata a běžně i vrh z předchozího roku. Obecně platí, že při ulovení kořisti se první nají alfa samec, pak alfa samice, následuje zbytek smečky a poslední na řadě jsou štěňata. Poznat alfa samce je jednoduché; při jeho příchodu všichni podřízení jedinci klopí uši a stahují ocas mezi nohy, často mu také olizují pysky, aby tak dali najevo svoji podřízenost. To samé dělají i štěňata, která si tím způsobem také vymáhají potravu.

### Reprodukce

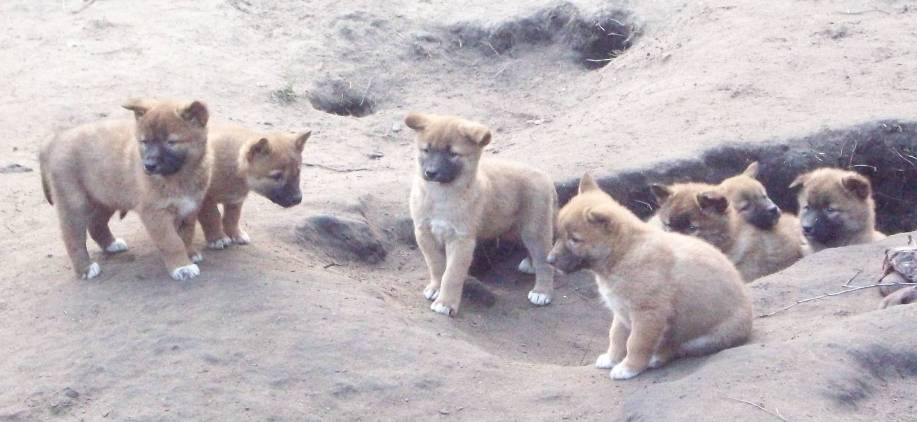
Vrh dingů z berlínské zoo

Dingové jsou monogamní zvířata. Feny mohou mít štěňata jen jednou ročně, i v případě, že by u nich během roku nastal estrální cyklus dvakrát. Hárají běžně v období od ledna do července. Samci jsou připraveni k rozmnožování po celý rok, ale v době, kdy necítí estrogen, mají produkci spermií výrazně nižší. Samotné páření obvykle probíhá mezi březnem a květnem (podle jiných zdrojů v období od dubna do června). V jihovýchodní Asii k páření dochází mezi srpnem a zářím. Během této doby samci pečlivě stráží své partnerky i teritoria. Případné cizince zaženou alfa samci vrčením a vytím, pokud se tak ale nestane, rozpoutá se rvačka. V případě, že cizí pes vyhraje, poražený alfa samec buď zemře nebo odejde z teritoria a přenechá samice novému alfa samci. Pokud by to bylo naopak, souboj vyhrál alfa samec, pak cizinec utíká a hledá jiné teritorium, které by mohl zabrat.
Feny jsou pohlavně vyspělé ve dvou letech života, samci jsou připraveni na rozmnožování v období od jednoho do tří let, závisí na jedinci.
Obecně platí, že ze smečky se rozmnožuje pouze alfa pár (alfa samec a samice) a zbytek smečky se stará o štěňata. Nemusí tomu tak vždy být, ovšem v případě, když se mláďata narodí podřízené samici, je obvyklé, že je alfa samice zabije.
Březost trvá 61 až 69 dní a velikost vrhu se pohybuje v rozmezí od jednoho do deseti štěňat (průměrně pět), přičemž počet narozených samců bývá vyšší, než počet narozených fen. Ve věku tří týdnů štěňata poprvé opouští doupě, avšak až do věku přibližně dvou měsíců je fena kojí. Běžně se štěňata pohybují ve vzdálenosti maximálně 3 km od doupěte, na delší vzdálenost je doprovázejí dospělí členové smečky. Mladí dingové se obvykle stávají nezávislými ve věku tří až šesti měsíců, ve smečce nejpozději ve věku 12 měsíců, kdy začíná další období páření.

### Migrace
Dingové obvykle zůstávají v jedné oblasti a nepodnikají sezónní migraci. Nicméně v době hladu cestují blíže k farmám a lidem, kde se mohou přiživit na ovcích nebo dobytku. Nejdelší doložená migrační cesta dinga měřila přibližně 250 km, což bylo zjištěno z čipu, který měl umístěný na krku.

## Zdraví a úmrtnost

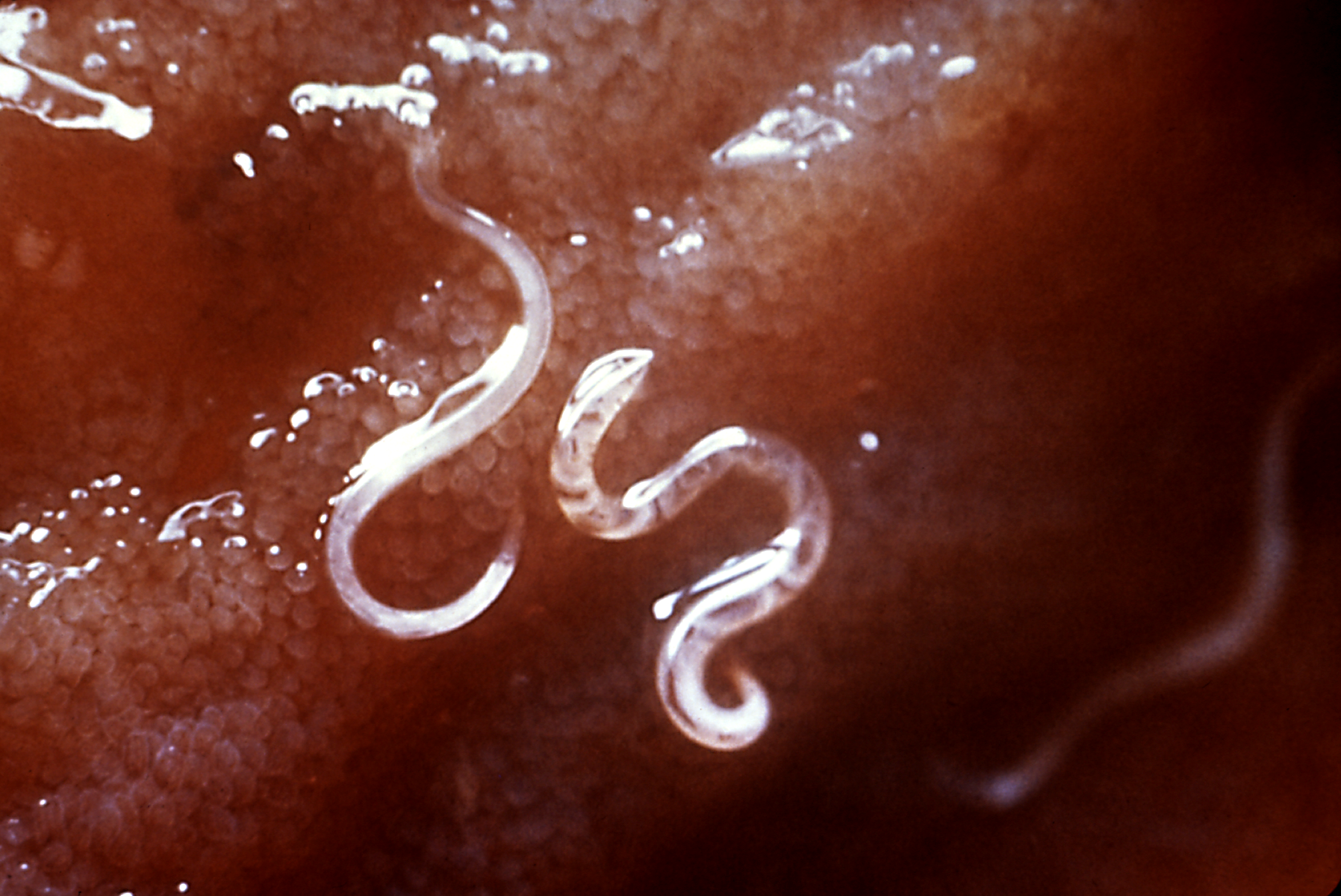
Vlasovec psí - parazit, který často napadá dingy

V přírodě se dingové dožívají okolo 7 až 8 let.
Mezi hlavní příčiny úmrtí dingů patří vyhladovění nebo dehydratace v obdobích sucha nebo po rozsáhlých požárech buší, dále také uštknutí hadem a úmrtí jako následek zranění buvoly nebo skotem.
Dingové jsou vnímaví k podobným onemocněním jako psi domácí. Jsou hostiteli až 38 druhů různých patogenů a parazitů, převážná většina těchto druhů ale nemá na životnost psů žádný vliv. Mezi nejvýznamnější mikrobiální a parazitární původce schopné snížit stav populace patří virus psinky, měchovec psí (Ancylostoma caninum) a vlasovec psí (Dirofilaria immitis). Dingové jsou důležitým rezervoárem vlasovců, kteří jsou přenášeni komáry na domácí psy. Figurují rovněž jako definitivní hostitelé kokcidie Neospora caninum, jež způsobuje potraty u skotu a volně žijících přežvýkavců. Ve vztahu ke člověku má zásadní význam fakt, že dingo je jedním z hlavních hostitelů měchožila zhoubného (Echinococcus granulosus) v Austrálii. Infekce tasemnicí E. granulosus je pro psy dingo neškodná, u dobytka a u člověka však způsobuje nebezpečnou nemoc echinokokózu. Riziko představuje především trus dingů s vajíčky tasemnic.
V roce 2008 proběhlo pozorování několikačlenné rodiny dingů, kdy zemřelo štěně staré tři týdny. I přesto jej matka přenášela společně s dalšími štěňaty po dobu několika dní a vždy se pohybovala v jeho blízkosti.

## Vztah klidem

### Útoky na člověka

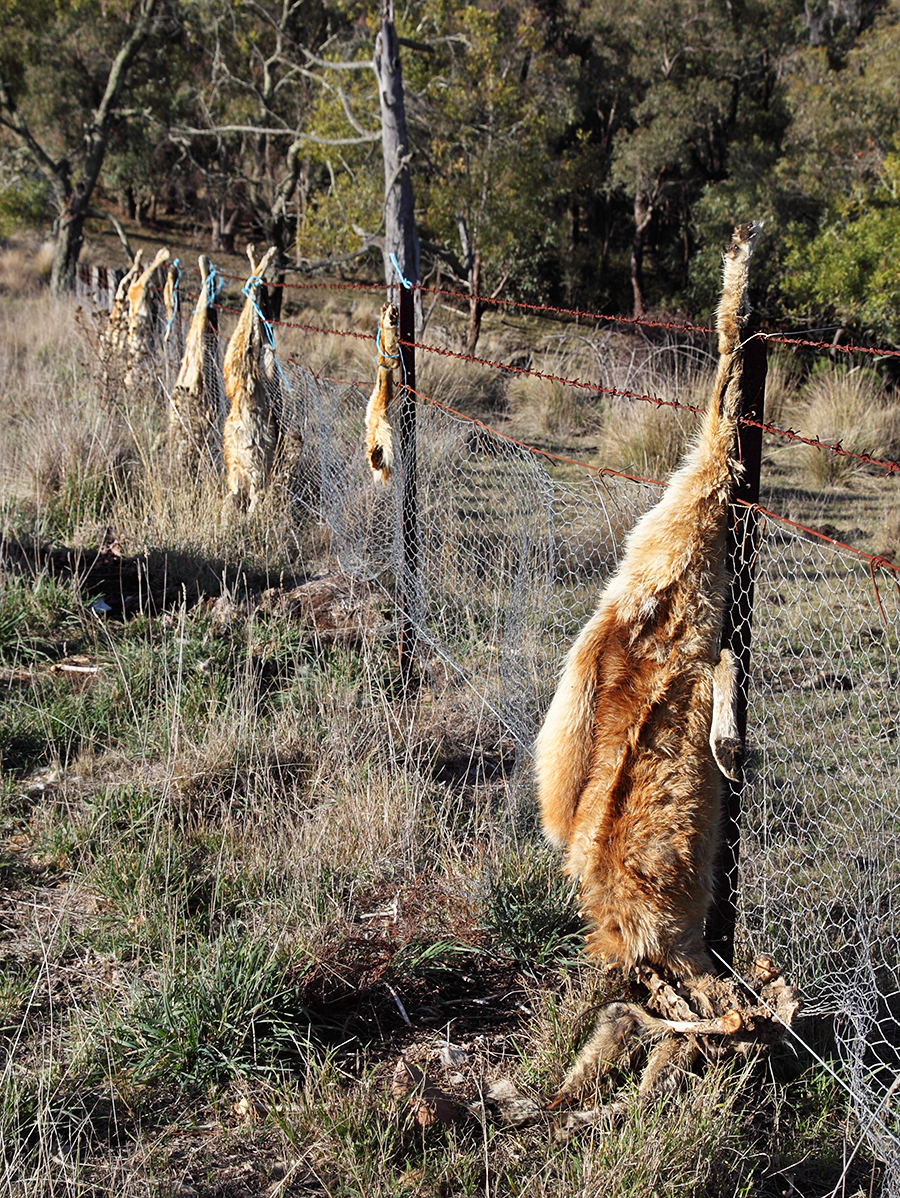
Zabití dingové bývají často věšeni na plot jako „výstraha“

Jedná se o poměrně plachá zvířata, ve většině případů se od lidských obydlí drží v dostatečné vzdálenosti a pokud není jedinec přímo ohrožen, před možným nepřítelem prchá. Až na několik výjimek se většina případů pokousání dingem odehrála na ostrově Fraser, kde žila a stále žije největší čistokrevná populace tohoto druhu, proto je na ostrov zakázán přístup domestikovaných psů. Samotné útoky si ve většině případů způsobují lidé sami, a to krmením dingů nebo jejich provokací.
Pravděpodobně nejznámějším případem napadení člověka dingem mimo ostrov Fraser je kauza z roku 1980. Dne 17. srpna 1980 se devítitýdenní dívka Azaria Chamberlainová ztratila na rodinném výletě poblíž Uluru (Ayers Rock). Kolem tábora byly nalezeny stopy dingů, nejprve proto přišel v úvahu únos zvířaty, poté však byla obviněna matka. 29. října 1982 ji soud shledal vinnou, ve vězení strávila tři roky. Propuštěna byla na základě bundy nalezené v blízkosti doupěte dingů. Tělo Azarie nikdy nebylo nalezeno.
Mezi známé incidenty z ostrova Fraser patří například případ z dubna roku 1998, kdy dingo pokousal a poškrábal tříletou dívku. Další případ se odehrál 30. dubna 2001, kdy byl devítiletý Clinton Gage napaden a zabit dvěma dingy. Incident způsobil utracení více než 31 dingů a vyústil v pobouření obyvatel ostrova Fraser.

### Kontrolní opatření
Kvůli četným útokům dingů na hospodářská zvířata byla v některých oblastech a farmách zavedena různá ochranná opatření, která dingy mají odradit. Obzvláště farmáři často žádají o finanční náhrady za zardoušené ovce. Nejčastějším opatřením bývá věšení zabitých dingů na ploty, což má údajně hladové psy odpudit. Účinnost není prokázána. Další možností, kterou hospodáři využívají, jsou hlídací zvířata. Nejen psi bývají k tomuto účelu používání, oblíbené jsou i lamy nebo osli.
Mezi další opatření patří jedy. Strychnin je používán v celé Austrálii, především pro svoji účinnost i v malém množství (0,3 mg na kg). Zvíře, kterému se jed dostane do těla, umírá ve křečích.

### Dingo Fence

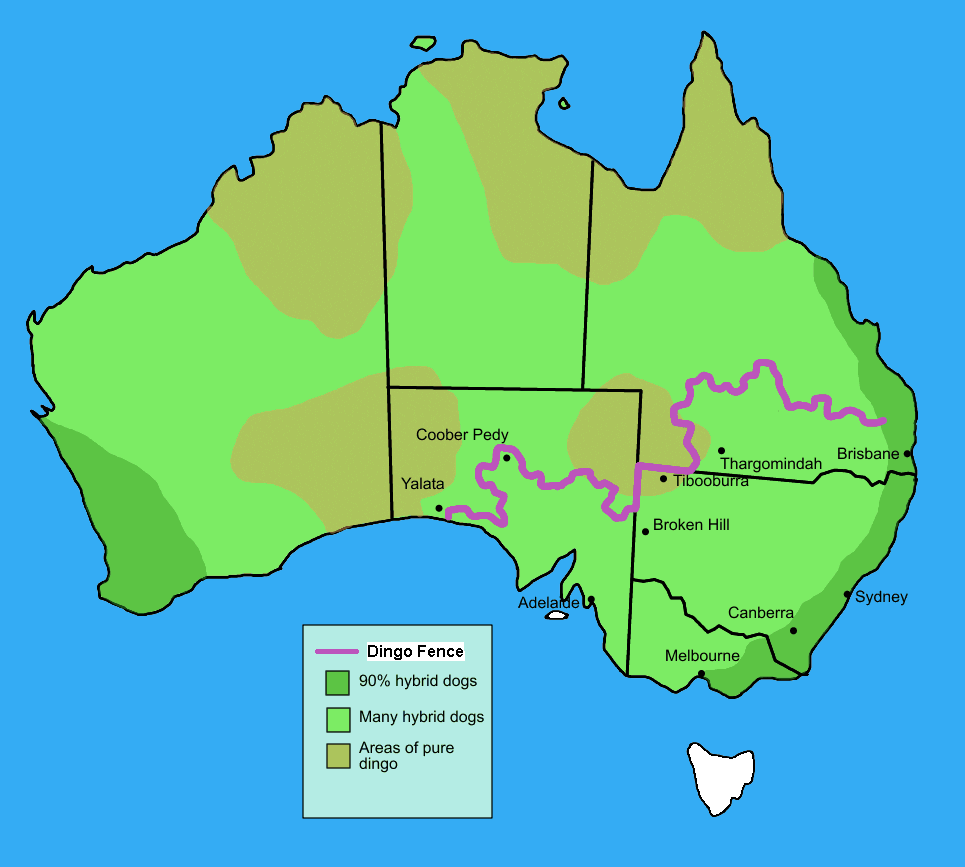
Fialově vyznačený plot

Stavba plotu, později známého jako Dingo Fence, začala i skončila v 80. letech 19. století. Stavba probíhala za finanční podpory vlády. Původním účelem bylo ochránění jihovýchodní části kontinentu od králičího moru, avšak plot svůj účel nesplnil a chátral. Počátkem 20. století však začal být opravován, aby sloužil jako ochrana před dingy. Je to jedna z nejdelších staveb na světě a oficiálně také nejdelší plot na světě. Jeho délka činí 5 614 km a táhne se od města Jimbour (Queensland) až po Velký australský záliv. Samotný plot má dva metry na výšku a je z pletiva.

### Analýza
Za útoky dingů na lidi pravděpodobně stojí jejich krmení, ať už úmyslné, či naopak. Dingové tak ztrácejí přirozenou ostražitost. Čím více budou lidmi krmení, tím větší je pravděpodobnost, že se k nim budou chovat agresivně. Pokud také dingo najde jiné zdroje potravy, například popelnice, pak může případné lidi brát jako konkurenci, která jej chce o jídlo připravit, a proto útočí.
Některé útoky v minulosti byly způsobeny i špatnými reakcemi lidí, kteří si nedokáží správně vyložit mimiku a pohyby těla dingů. Dr. Bradley Smith uvádí, že ostrov Fraser má problém s lidmi, nikoliv s dingy. Také uvádí, že psi, kteří byli označováni jako agresivní, se jen chovali přirozeně.

### Legální status a ochrana dinga vAustrálii

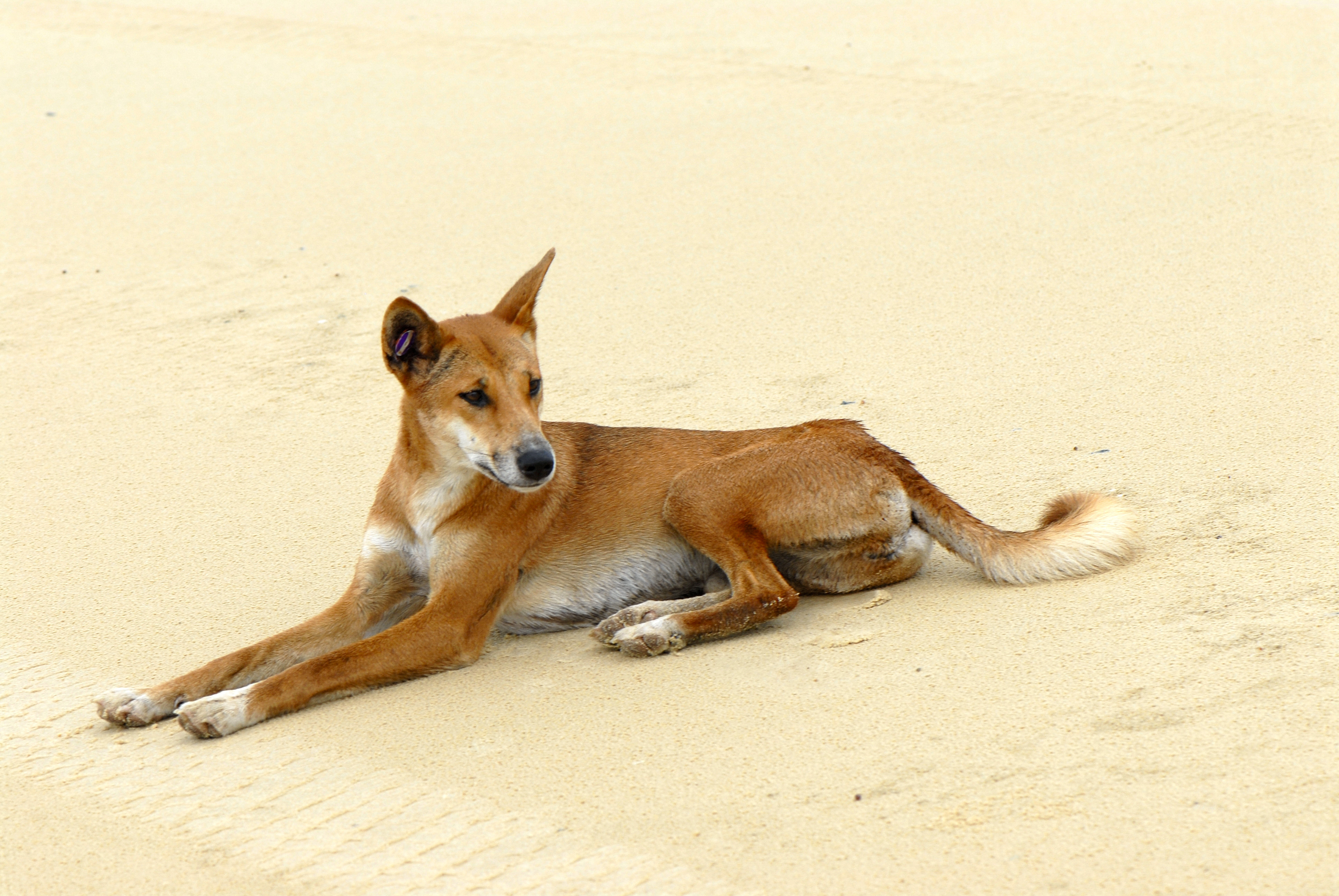
Pes dingo s čipem v uchu (ostrov Fraser)

Ochrana dingů se liší v každé spolkové zemi Austrálie. V Severním teritoriu je dingo chráněn, avšak v případě ohrožení člověka či dobytka je možné jej beztrestně zabít. Naopak v Západní Austrálii není dingo nijak chráněn a jako domácí mazlíčci mohou být tato zvířata držena pouze za určitých podmínek. Pro lov dingů v chráněných oblastech si lidé musí obstarat povolení. V Jižní Austrálii se dingové a jejich kříženci dělí na dvě skupiny: ty za oplocením Dingo Fence a ty v něm. Dingové uvnitř oplocené oblasti jsou považováni za škůdce a chovat je mohou pouze autorizované zoologické zahrady a přírodní parky. Vně plotu nejsou sice dingové chráněni, avšak návnady a pasti na ně jsou zakázané. Také v Queenslandu jsou dingové a kříženci bráni jako škůdci. Každý zemědělec je povinen snižovat počty dingů na svých pozemcích. V Novém Jižním Walesu jsou dingové pod ochranou jen v případě, že se nacházejí na území chráněných oblastí nebo parků. V západní části NJW je zakázán i chov dingů jako domácích mazlíčků, chovat je člověk může jen v případě, že má soudní povolení. V jiných částech země je možné dingy beztrestně chovat i v domácnostech. V Teritoriu hlavního města jsou dingové chránění, zabít je je možné pouze na vlastním pozemku. Ve Victorii mají zemědělci povinnost snižovat stavy dingů na svých pozemcích, podobně jako v Queenslandu.
V roce 2013 byla na ostrově Fraser provedena studie, jejímž účelem bylo přijít na vhodný způsob snížení útoků dingů na lidi a zároveň udržení populace těchto savců. Jako nejvhodnější řešení se jevil plot. Podle této studie by také měli lidé i turisté být více informováni o tom, jak nebezpečné je krmení dingů. Autoři také navrhli poplatek pro všechny turisty, kteří by chtěli Fraser navštívit. Na základě tohoto výzkumu jsou dingové čipováni a byla zavedena elektronická evidence.

## Křížení sdomácími psy

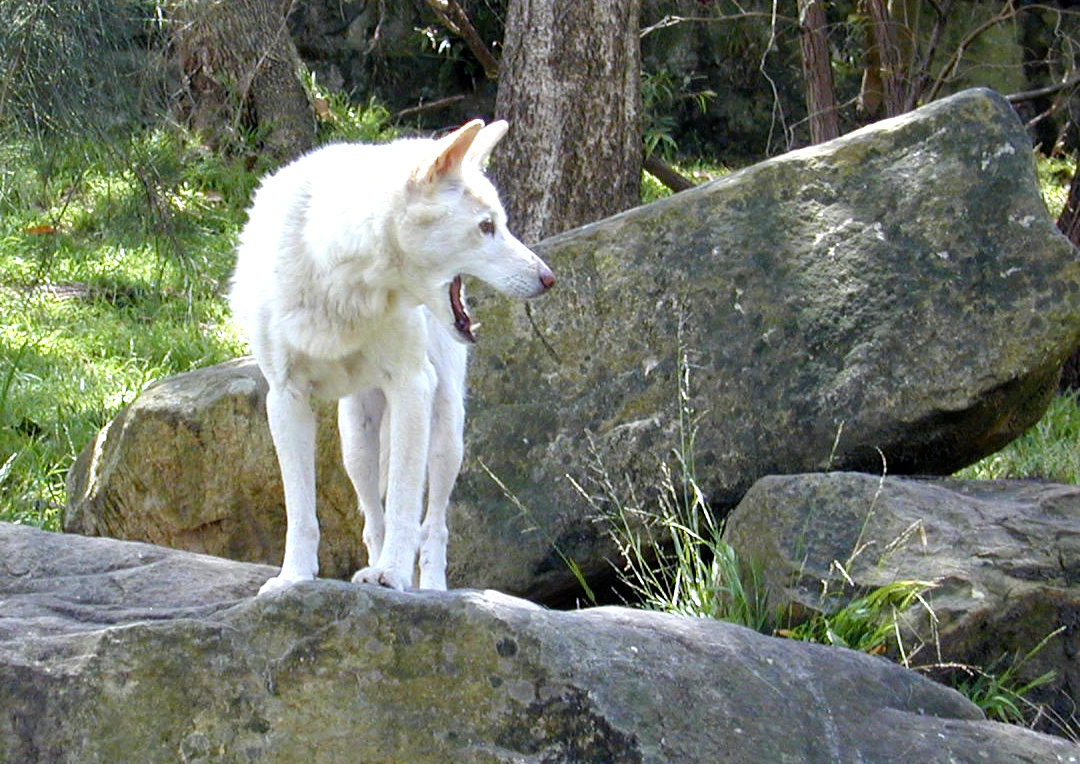
Bíle zbarvený dingo; vzácné zbarvení, které je možno pozorovat jen zřídka

Evropští domácí psi se v Austrálii poprvé objevili během její kolonizace Evropany. Tito psi zdivočeli a docházelo tak ke křížení původně domestikovaných psů s divokými dingy. Jejich křížence v současné době lze najít v mnoha domácnostech v Austrálii. Podle některých zdrojů křížení dokonce probíhalo tak intenzivně, že již dnes téměř není možné najít čistokrevného dinga bez příměsi psí krve. I přesto pravděpodobně existuje čistokrevná populace na ostrově Fraser a další takové dingy je možné najít v Thajsku.
Pro rozeznání čistokrevných dingů od kříženců je nejspolehlivějším faktorem barva srsti. Kříženci mohou mít různé barvy, zatímco dingové jsou převážně píseční, výjimečně i jednolitě černí nebo bílí. Kříženci také umí štěkat, feny ve většině případů mohou mít štěňata až dvakrát ročně a stavba lebky kříženců je taktéž odlišná. Právě na základě výzkumu tvaru lebek se zjistilo, že počet čistokrevných dingů klesl mezi lety 1960 až 1980 z 49 na 17 %. Aktuální počet kříženců není známý. Vědci se obvykle v této problematice dělí dva tábory; jedni prosazují zachování čistokrevných dingů prostřednictvím přísných kontrol a druzí jsou toho názoru, že se lidé musí smířit s jejich nenávratným vymizením. Nebezpečí pro tento druh představuje právě křížení s domácími psy.
V minulosti nebyly téměř žádné snahy o udržení čistokrevné populace dingů, na velký podíl kříženců se přišlo až ve 21. století. Právě kvůli tomu roku 2004 Mezinárodní svaz ochrany přírody přiřadil druhu pes dingo status zranitelný (VU).
Psí plemeno australský honácký pes údajně vzniklo na základě křížení domestikovaných psů s dingy.

## Význam vkultuře

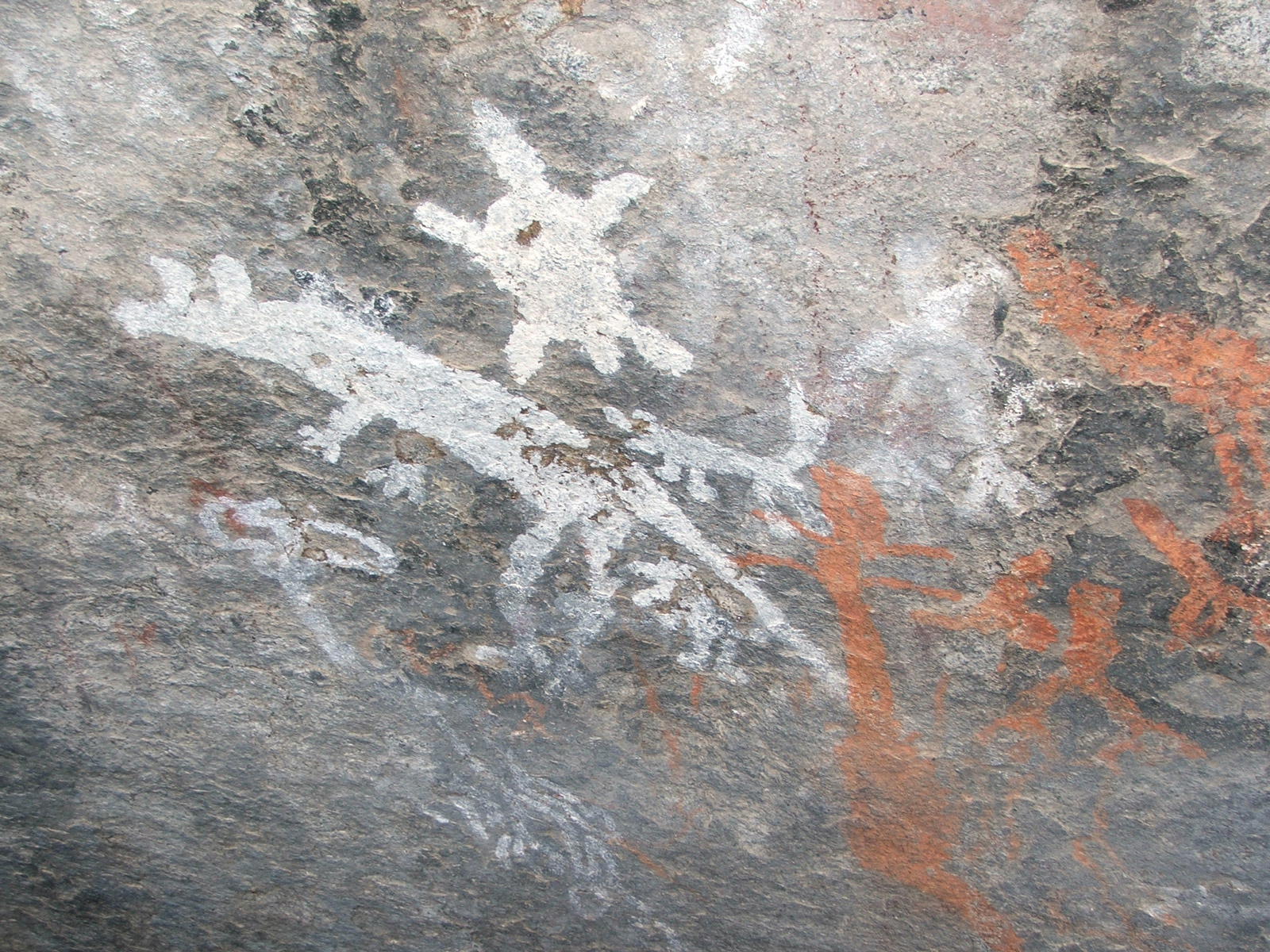
Jeskynní malba s vyobrazením dingů

Dingové tradičně zaujímají významné místo v kultuře domorodých Austrálců, kde pravděpodobně převzali roli vyhubených vakovlků. Austrálci dingy v minulosti běžně chovali a využívali především jako hlídače, strážce pastvin a stejně tak i jako zdroj masa v případě hladu. Lze je najít i na starých jeskynních malbách. Jednu ze zachovalých maleb lze najít v Národním parku Namadgi, konkrétně v Yankee Hat (obrázek vpravo). Malba stará nejméně 800 let zobrazuje dinga, klokana, emu a člověka.
Dochovalo se mnoho příběhů, jejichž hlavními aktéři jsou psi dingové. Ty se přenášejí většinou ústně mezi Austrálci. Na většině starých děl jsou vyobrazeni jako nadpřirození hlídací psi varující před zlými silami. Existují důkazy, které popisují i pohřbívání psů s jejich majiteli (podobně tomu bylo například u indiánů, kteří byli pohřbívání se svými koňmi).
V době kolonizace Austrálie je Evropané nejdříve považovali za inteligentní a mrštná zvířata, avšak postupem času, když zjistili, že mají na svědomí úbytky ovcí a dobytka, nazývali je zbabělci, kteří místo boje utíkají do buše. Začali být oceňováni lovci, kteří dinga ulovili.
V Asii a Oceánii je maso psů, tedy i dingů, považováno za delikatesu a běžně jsou zde dingové zabíjeni kvůli lidským potřebám. Jen v severovýchodním Thajsku byla k roku 1985 situace taková, že za týden bylo zabito a na trzích prodáno přes 200 dingů pro maso.

### Vliv na ostatní živočišné druhy
Dingo je širokou veřejností označován za ikonu Austrálie a má i velký vliv na její faunu. Přestože farmáři dingy považují za škůdce, kteří jim dáví ovce a zabíjí dobytek, existence dingů přináší spíše výhody. Jednou z nich je redukce přemnožených králíků, kteří ničí úrodu, nebo také to, že část jejich stravy tvoří mršiny. Na druhou stranu, dingové jsou hlavními predátory některých druhů klokanů, například klokana uzdičkového (Onychogalea fraenata), který je považován za ohroženého. Podobná situace je i u vombatů severních (Lasiorhinus krefftii). Roku 1971 byl vytvořen pro vombaty severní Národní park Epping, který měl zajistit navýšení jejich populace. Ta již byla tak nízká, že roku 1983 napočítali ochránci přírody jen 36 kusů. Během následujících let, kdy byla z parku vyhnána veškerá stáda dobytka, jejich populace pomalu narůstala. Roku 2000 ale do rezervace vnikli dingové a zabili asi 15–20 vombatů, což při celkovém počtu kolem 100 jedinců byla velká ztráta. Po tomto útoku byla rezervace obehnána dvacetikilometrovým plotem. Dingové také pravděpodobně stojí za vyhynutím vakovlků tasmánských (Thylacinus cynocephalus) na australské pevnině před 2000 lety, ačkoli studie z roku 2008 tento názor zpochybňuje.
V roce 2013 byla provedena studie zkoumající vliv dingů na populaci a chov ovcí domácích. Ta zjistila, že rozsah chovu ovcí v roce 2010 je oproti 20. století výrazně menší. Například ještě v roce 1978 se ovce pásly i v severní části jižní Austrálie, k roku 2016 se zde ale chová převážně skot. Právě skot v mnohých oblastech nahrazuje ovce, jelikož pro farmáře je to finančně výhodnější. Závěrem studie je ale také fakt, že nejen predace dingů stojí za poklesem populace ovcí domácích. Nicméně, autoři výzkumu Allen a West také zmiňují, že pokud nebudou mít ovce a kozy domácí ochranu, dingové je dříve či později skutečně vyhubí.

## Chov vzajetí

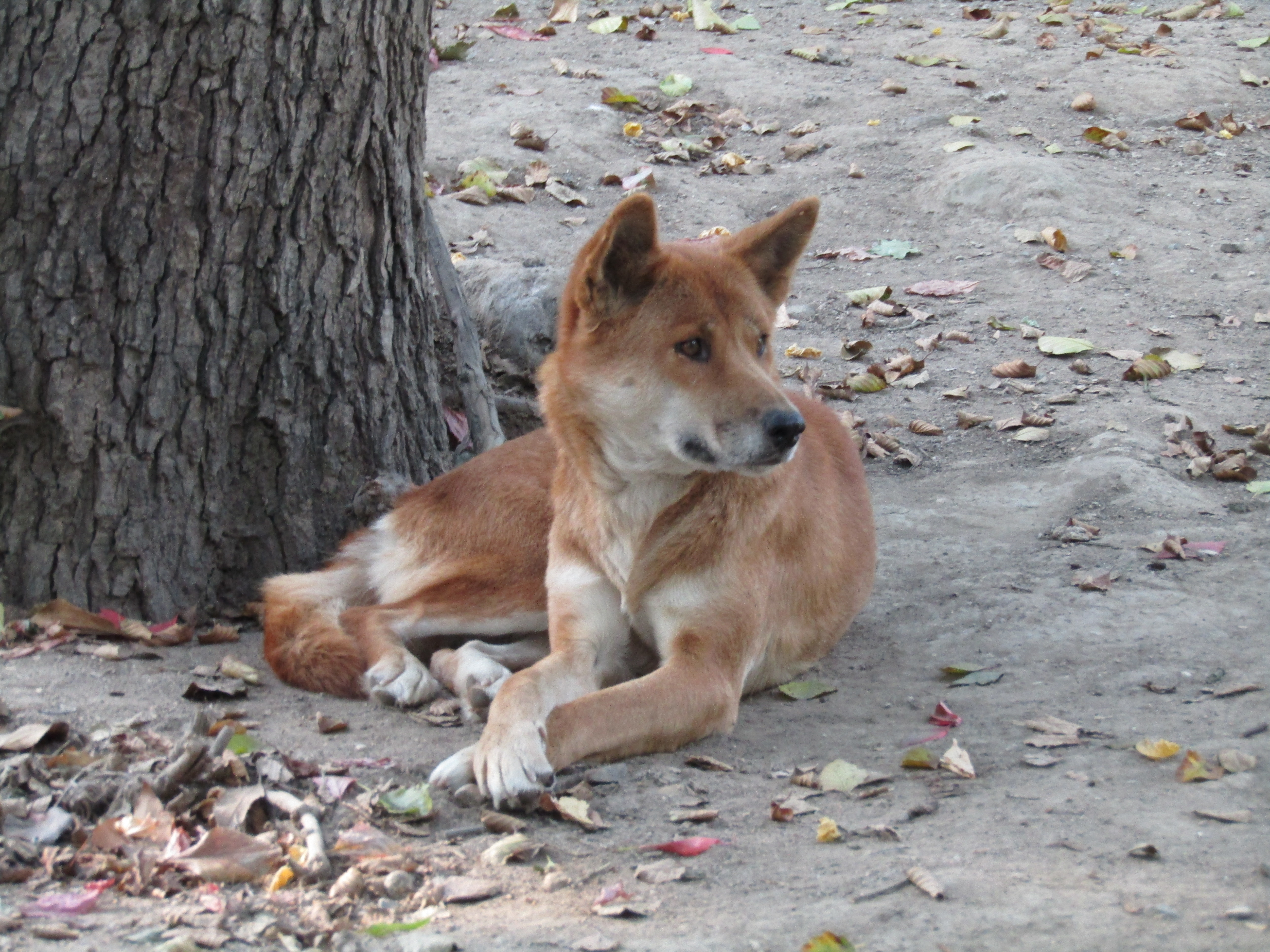
Pes dingo v zoo v Plzni

Někteří Australané, i přes zjevnou divokost a neochočitelnost dingů, se rozhodli je chovat v zajetí. Obecně se odborníci dělí na dva tábory; první je považuje za nezkrotné a divoké psy, kteří se nehodí pro chov v zajetí, zatím co druhý tábor prosazuje názor, že se nijak neliší od psů domácích. Tento názor ale kritizuje například Barrie Oakman, prezident Asociace ochrany dingů, který tvrdí, že dingové jako domácí mazlíčci jsou nebezpeční. Většina chovatelů také tvrdí, že tím, že budou dingové chováni lidmi, se křížení s domácími psy nezabrání, spíše naopak.
Samotní dingové si na lidi dokáží zvyknout velmi rychle, pokud s nimi přijdou do kontaktu již v útlém věku. Obecně jsou to dobře cvičitelná zvířata, ale těžko se u nich potlačují jejich přirozené pudy. Alfred Brehm popsal případy, kdy byli dingové krotcí stejně jako domácí psi a jeden byl dokonce využíván jako honácký pes. Stejně tak ale připouštěl existencí jedinců, kteří byli plaší a nervózní. Brehm také zdůrazňoval, že dingo musí být v kontaktu s člověkem již od štěněcího věku.
Ze strany Mezinárodní kynologické federace (FCI) se jedná o neuznané plemeno.

### Chov vzoologických zahradách
Z českých zoologických zahrad vlastní několik dingů pouze zoo Zlín, zoopark Vyškov a zoo v Plzni. Zde se poprvé objevili v roce 2012, když sem byli přivezeni z berlínské zoo. V prosinci 2013 se zde pak narodila čtyři štěňata, dvě fenky a dva psi, všechna typického pískového zbarvení.
Obecně jsou dingové v evropských zoologických zahradách spíše vzácností, nalézt je je možné například v berlínské zoo, v zoologické zahradě ve Wingst v Dolním Sasku a dříve též v sättelstädtském parku, který již ale nefunguje. Naopak v australských zoo jsou poměrně běžní, několik dingů se nachází například v zoologické zahradě v Perthu nebo v Beerwah a Healesville. Ze severoamerických zoologických zahrad má dingy například clevelandská zoo nebo dětská zoo ve Fort Wayne v Indianě.

## Galerie

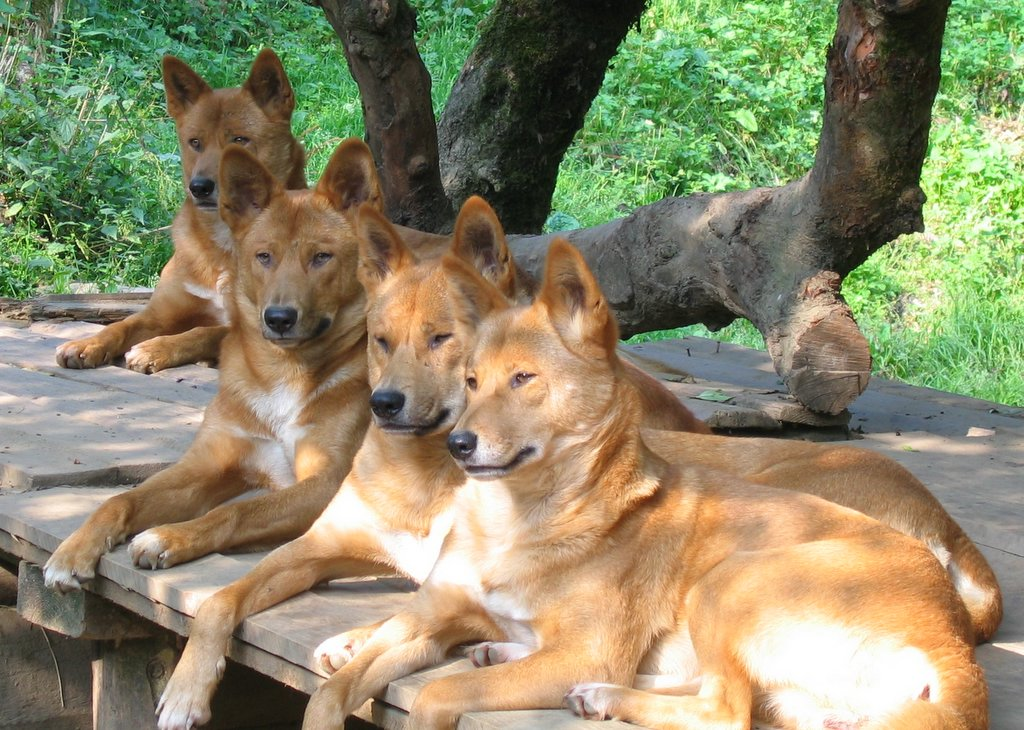
Skupina čtyř dingů
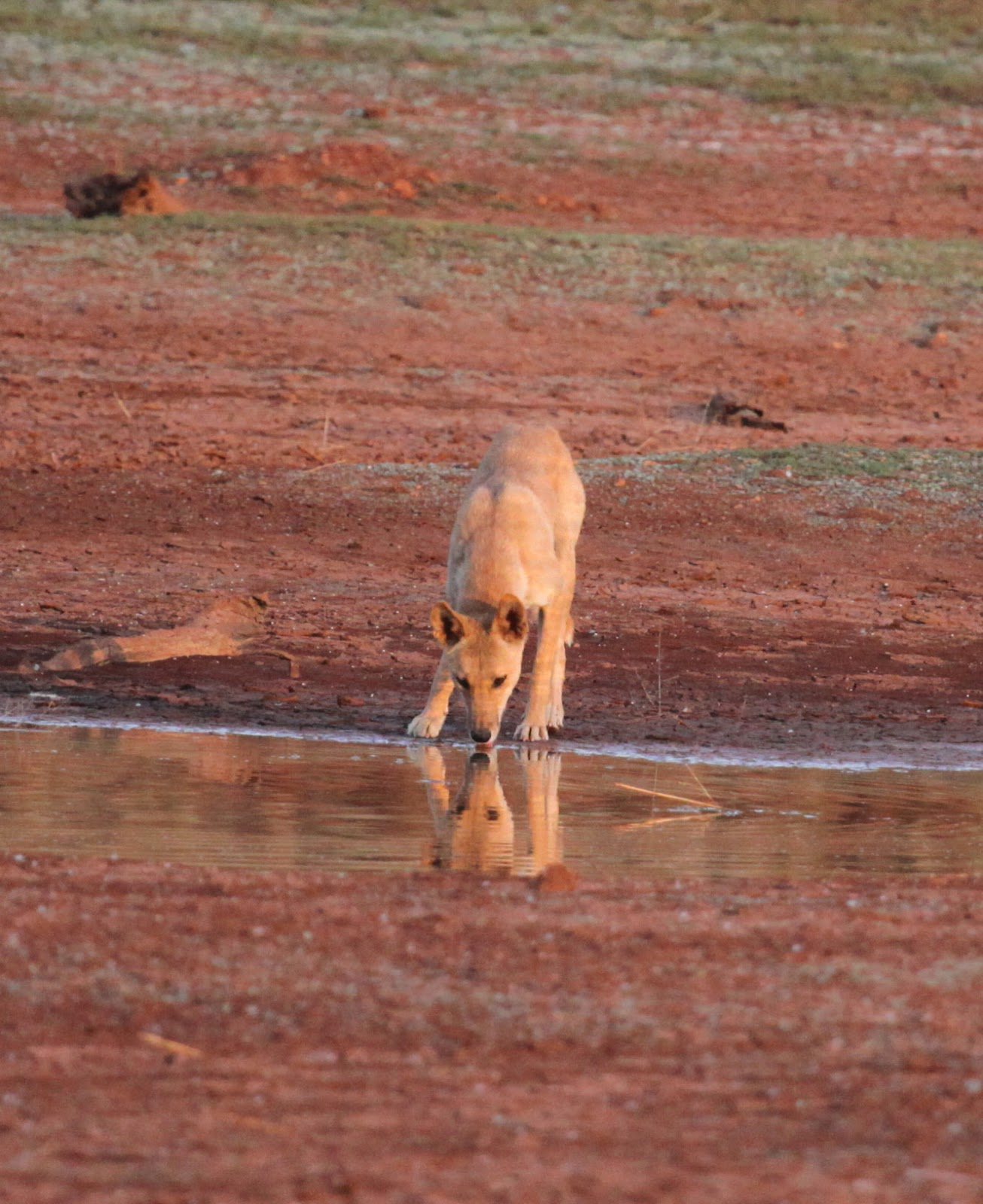
Pijící dingo
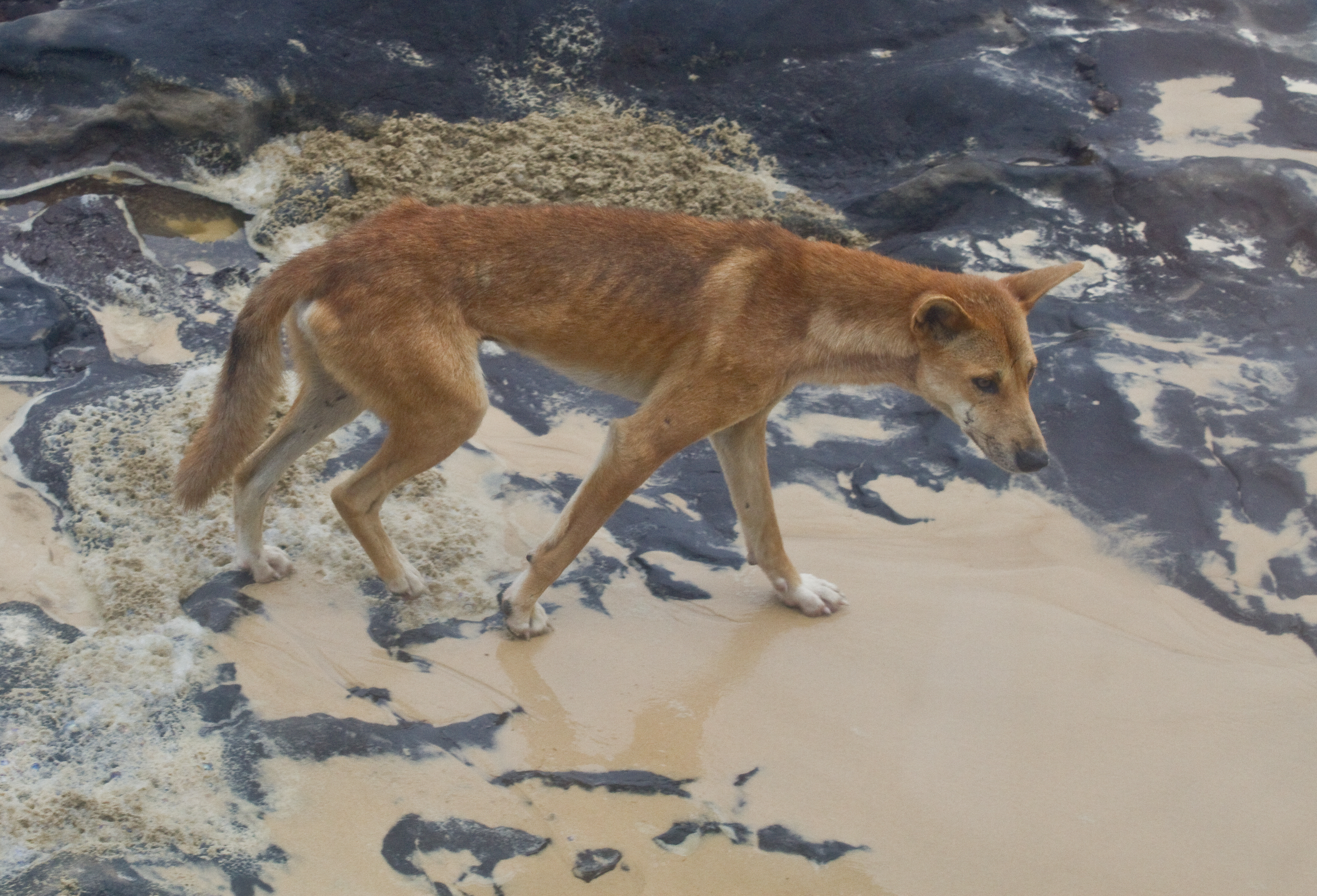
Vyhublý jedinec z ostrova Fraser
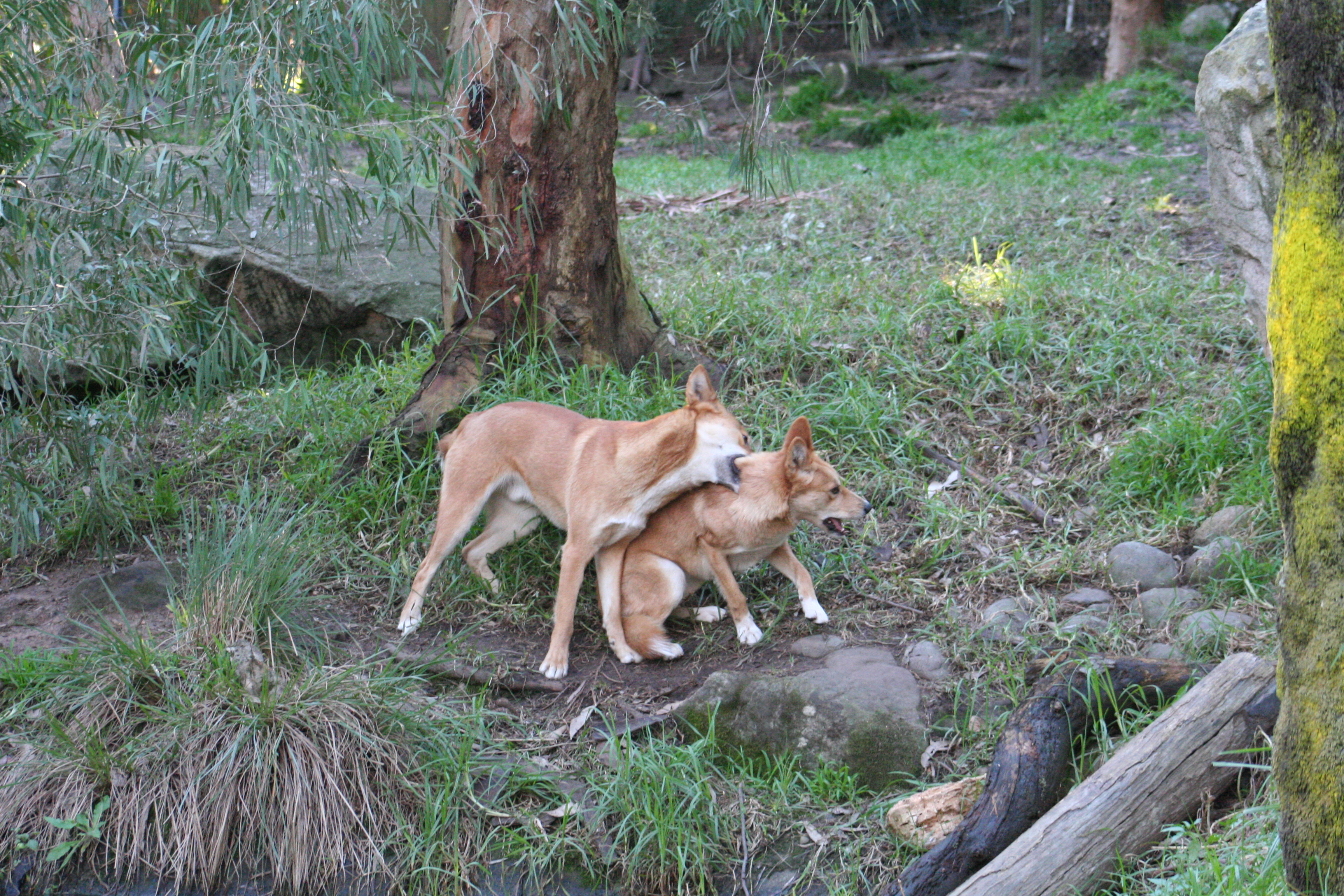
Pár dingů
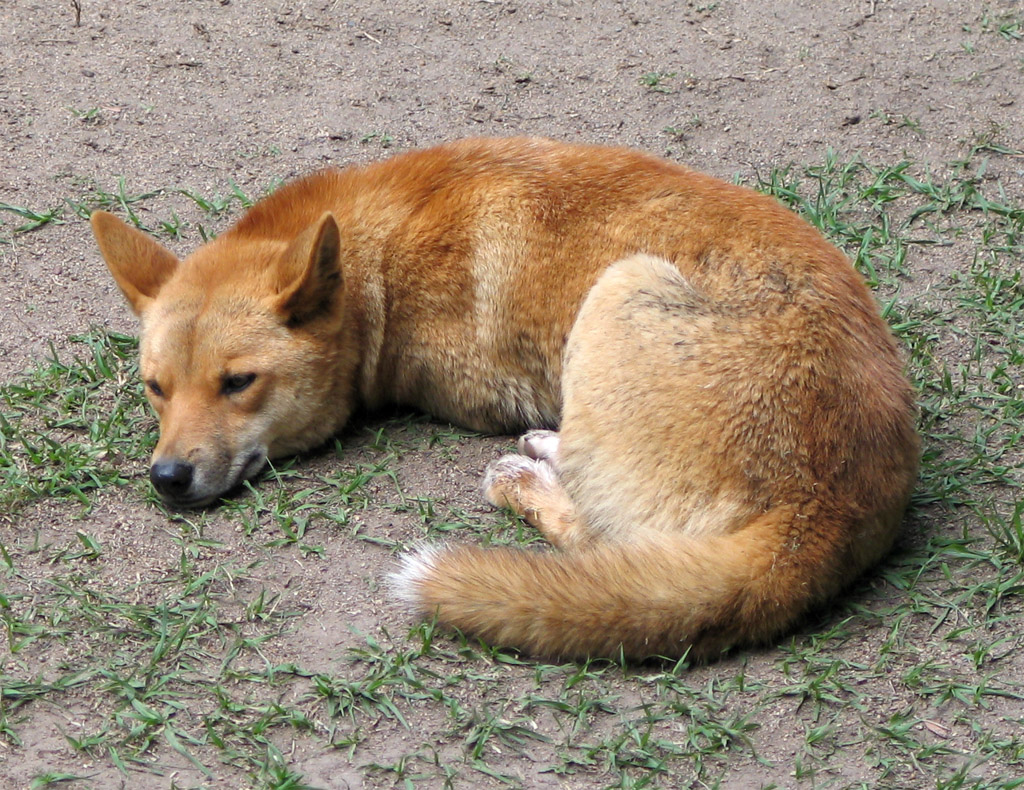
Ležící dingo chovaný v zoo
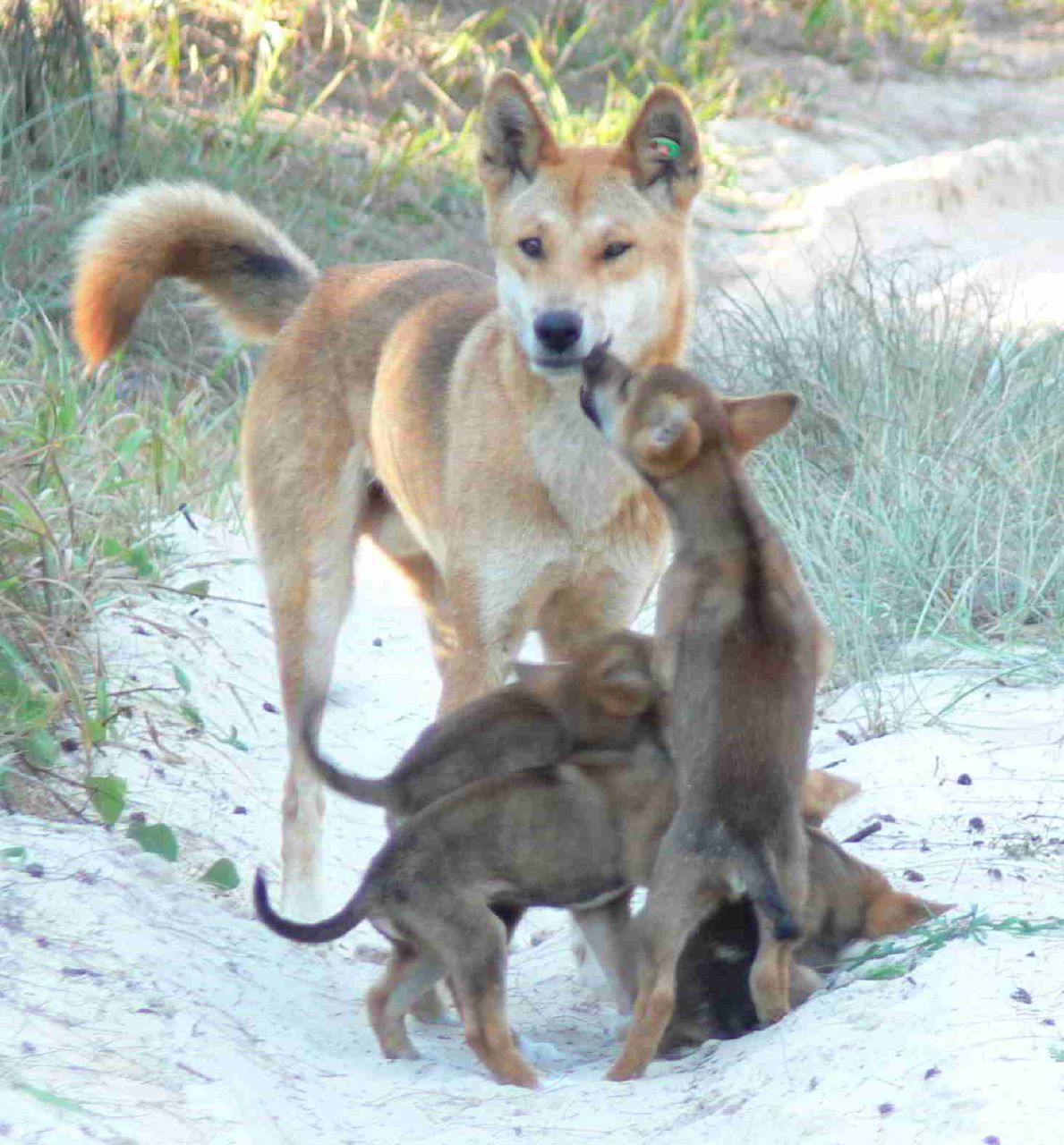
Štěňata olizující pysky otce, čímž dávají najevo podřízenost
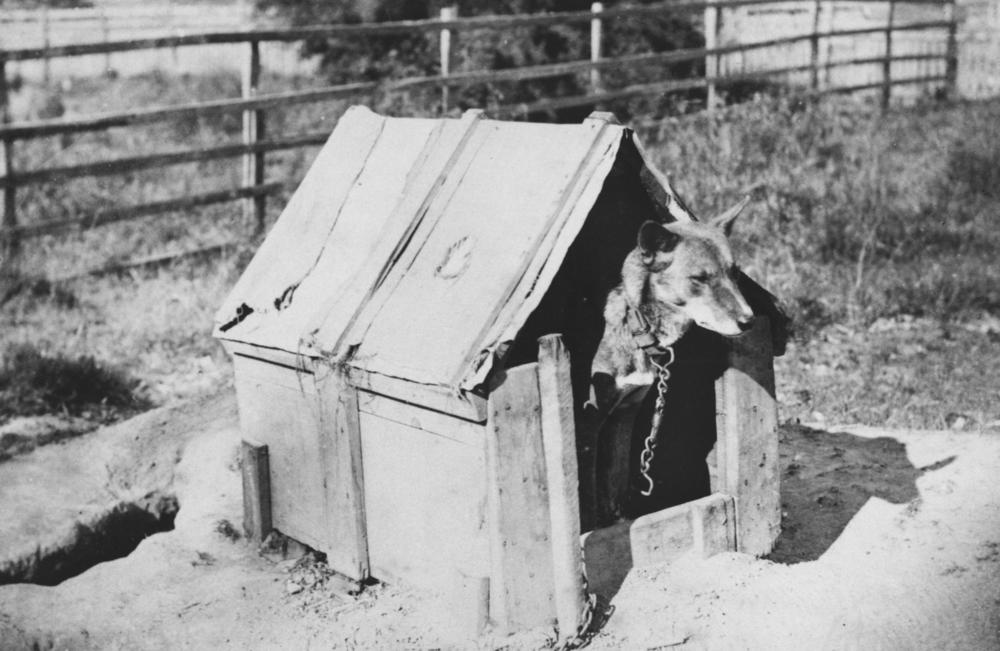
Dingo na černobílé fotografii